# Население Житомирской области

## Численность населения
По данным на 1 декабря 2021 года, численность наличного населения области составила 1 180 638 человек, в том числе городское население — 704 027 человек (59,63 %), сельское — 476 611 человек (40,37 %). Постоянное население — 1 181 407 жителей, в том числе городское население — 701 887 жителей (59,41 %), сельское — 479 520 жителей (40,59 %).

## Национальный состав
- украинцы — 90,3 %
- русские — 5 %
- поляки — 3,5 %
- белорусы — 0,4 %
- евреи — 0,2 %
- немцы, чехи, армяне, цыгане — по 0,1 %[3]

### Народы

#### Русские
По данным переписи 2001 года, в Житомирской области проживало 68,9 тысяч русских, что составляло 5,0 % населения региона. Расселение русских в основном городское.

#### Поляки
В Житомирской области расположена самая большая на Украине польская община — 49 тысяч человек (3,5 %).

#### Белорусы
Белорусы составляют 0,4 % населения области, их численность — 4,9 тысяч человек.

#### Евреи
Исторически юг области — край еврейских местечек, наиболее выделяющимся из которых был Бердичев (к середине XIX века около 95 % его населения составляли иудеи, и именно его многие считают прототипом Касриловки из рассказов Шолом-Алейхема). В результате Холокоста, репатриации в Израиль и внутригосударственных миграций на Житомирщине осталось всего 2,7 тысячи евреев (0,2 %).

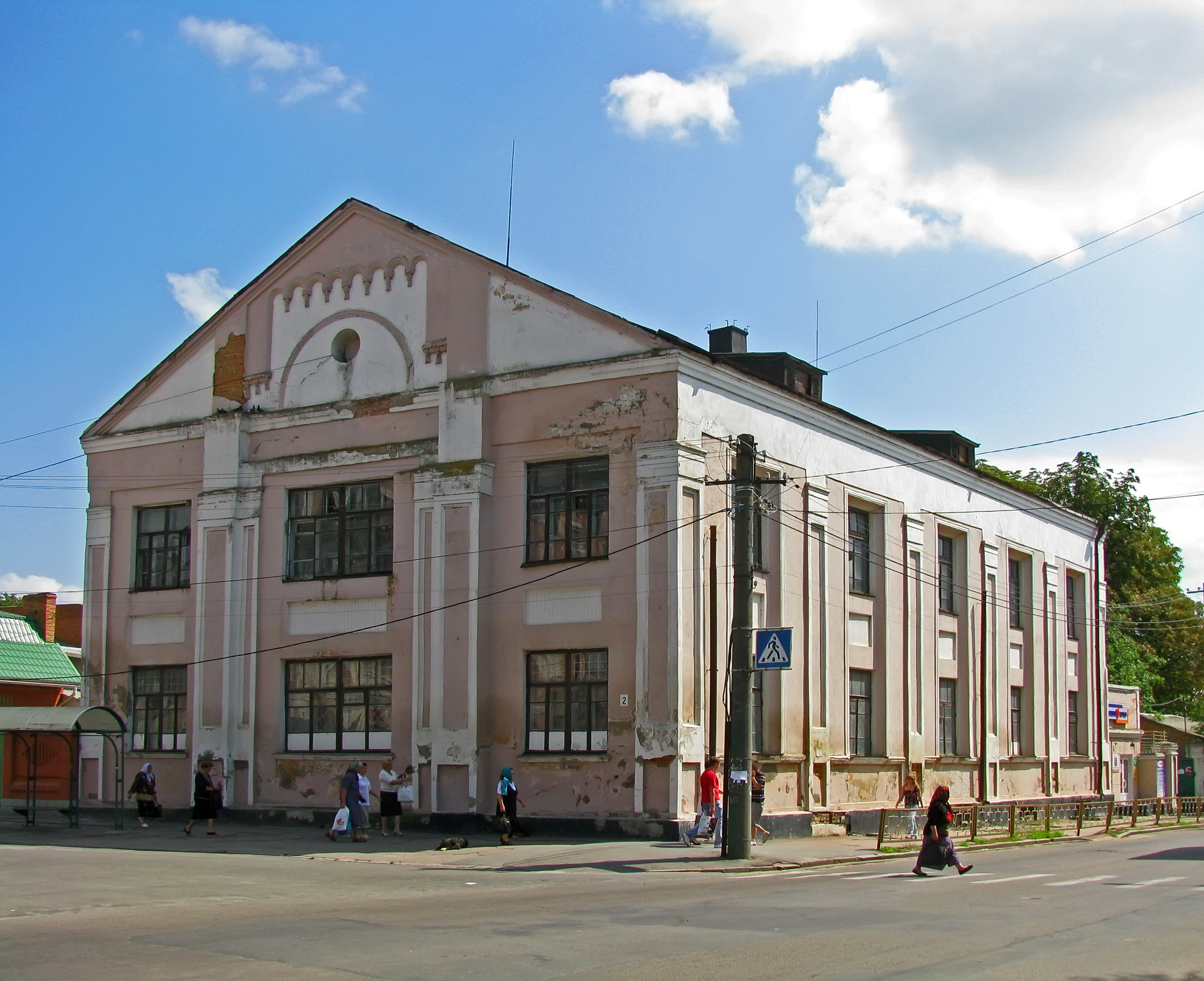
Хоральная синагога в Бердичеве
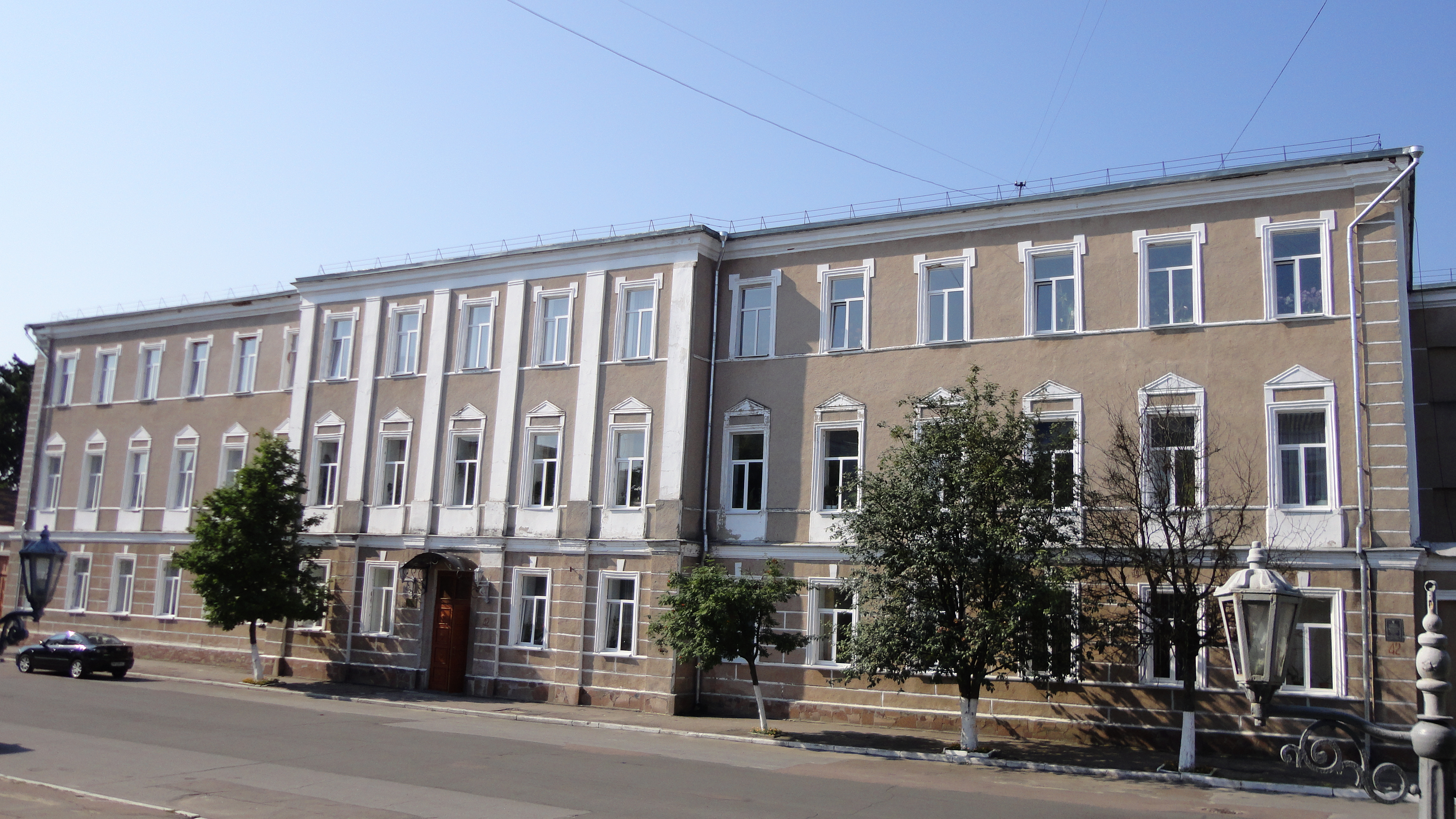
Еврейский институт в Житомире
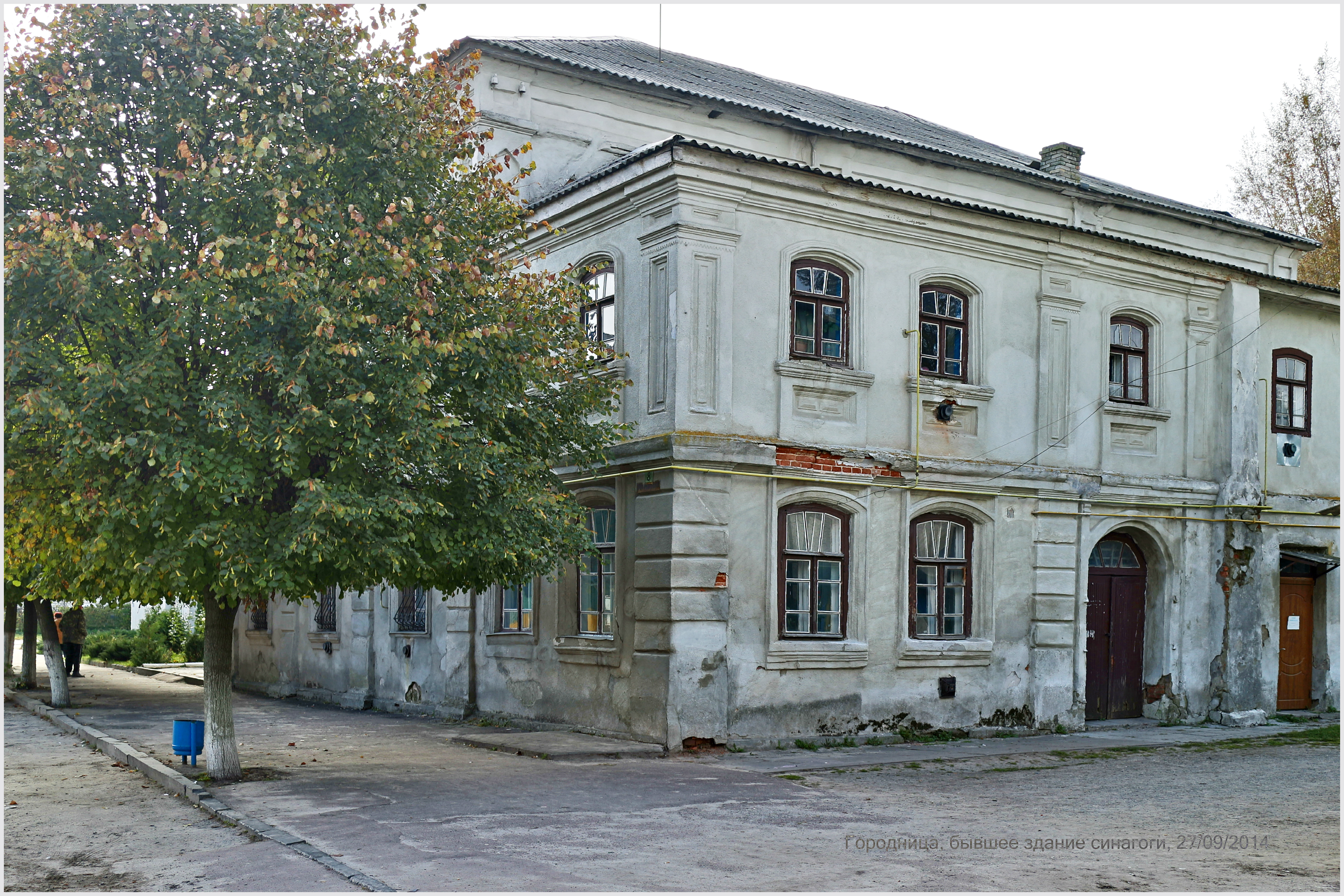
Бывшая синагога в Городнице
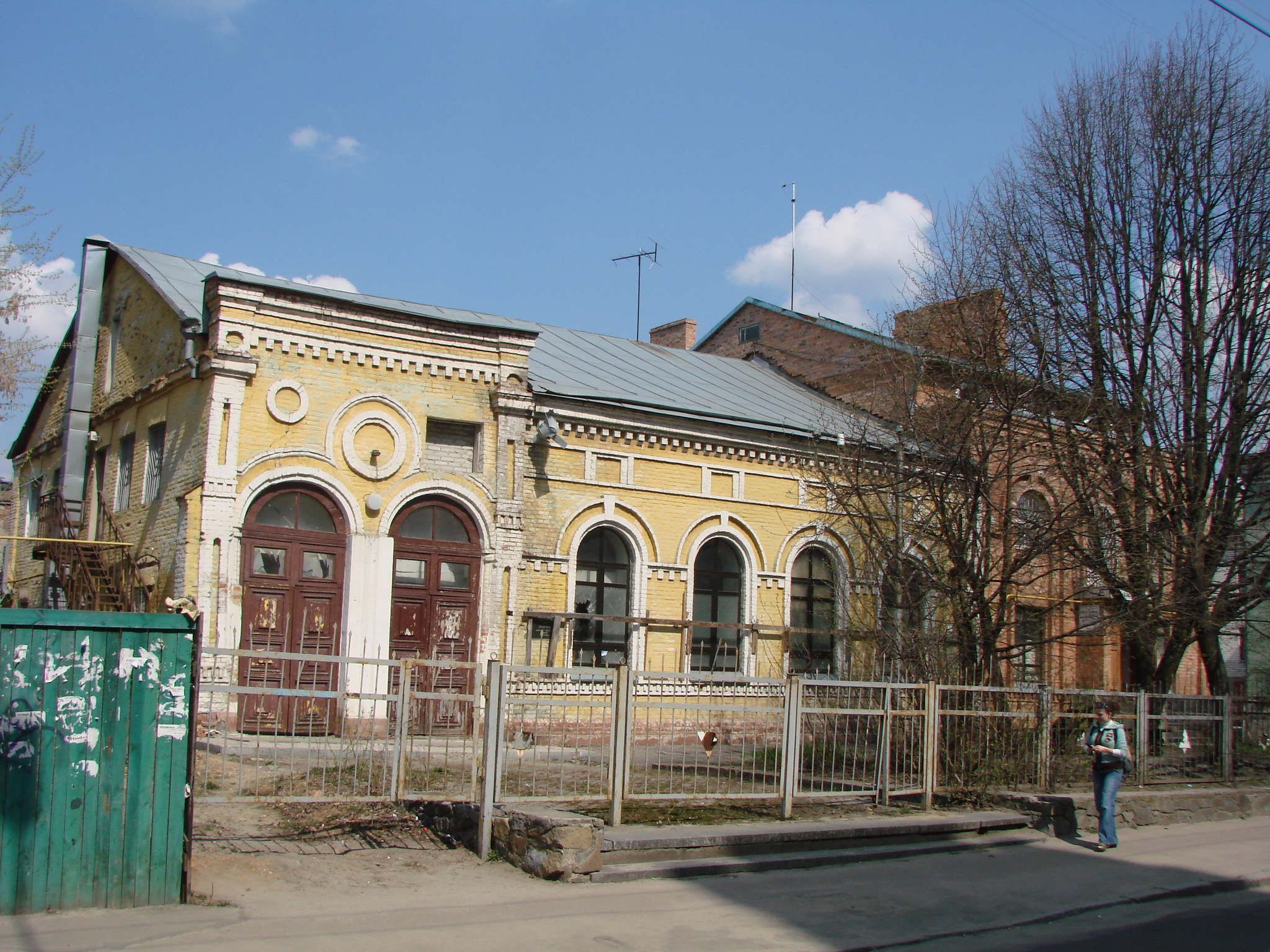
Синагога в Житомире
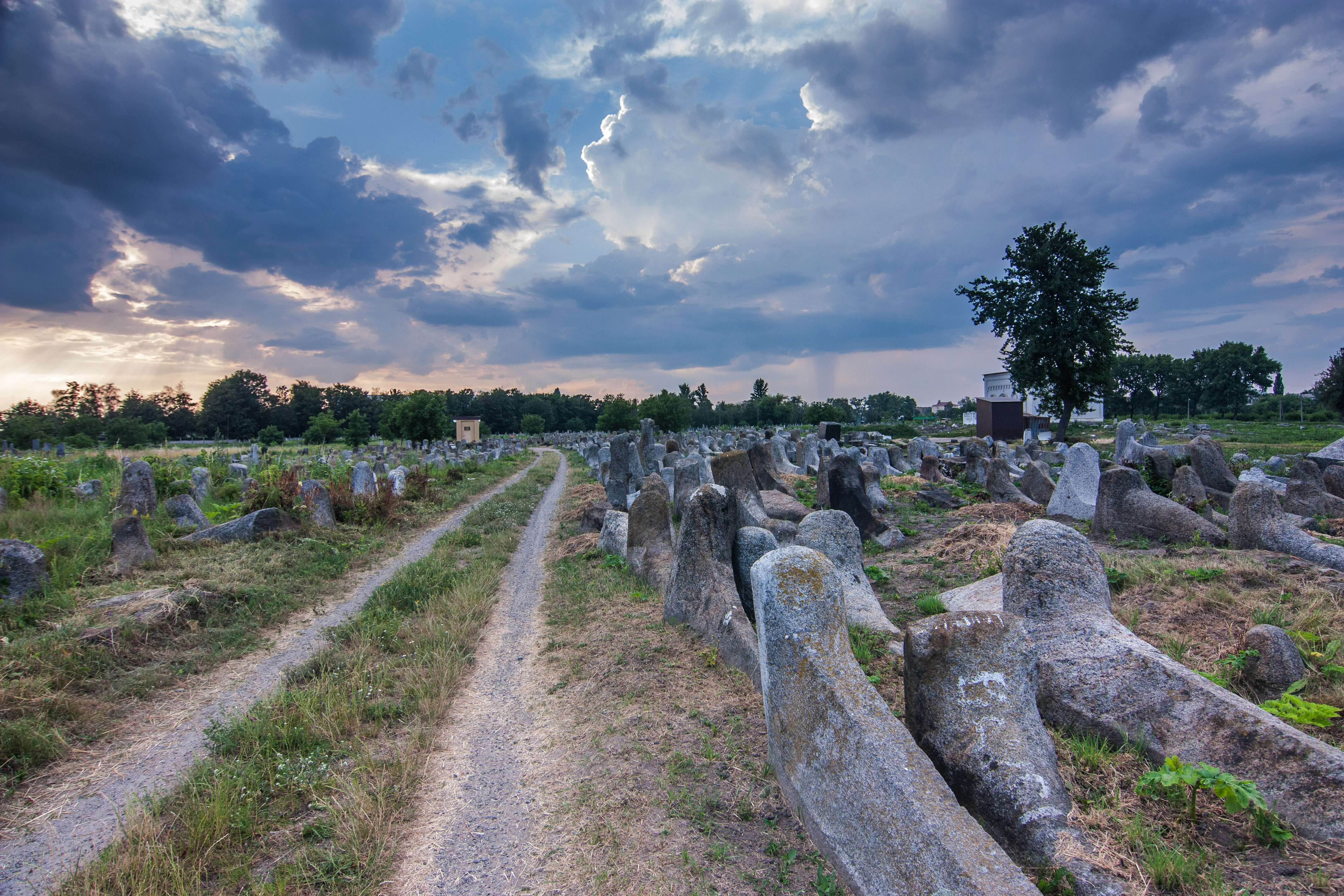
Еврейское кладбище в Бердичеве

Хотя Житомир и входил в черту оседлости, первые евреи появились там еще в начале XVIII века. Люстрация 1773 года, первый раз засвидетельствовавшая евреев в городе, определила, чтобы они платили тысячу злотых чинша. Евреи Житомира занимались ремёслами, держали постоялые дворы и шинки, а также активно торговали. Еврейское население города быстро росло — в 1789 году их было 882, что составляло треть всех жителей Житомира, через полвека евреев в городе насчитывалось уже около 9,9 тысяч, а к концу XIX века почти половина всех жителей Житомира были евреями.
Благодаря такой высокой концентрации Житомир стал одним из центров еврейской жизни на территории современной Украины — здесь активно строились синагоги и учебные заведения (в том числе и раввинское училище, которое позднее было преобразовано в институт), библиотеки и другие объекты культурной жизни. В 1862 году в городе было основано первое в России еврейское ремесленное училище. Через 22 года его закрыли, так как посчитали, что его существование даёт «евреям экономический перевес над христианами в Юго-Западном крае». В момент закрытия студентами училища были около 1500 человек. Ещё в Житомире работала одна из двух еврейских типографий в Российской империи, перевезённая в город в 1837 году (вторая типография располагалась в Вильно).
В 1914 г. в Житомире действовало 16 типографий, владельцами 13 из них были евреи: М. Катерберг, М. Дененман, М. Розенблат, Й. Блох, У. Ротенберг. Печатанную ними литературу продавали в 91-м книжном магазине Волынской губернии. В Житомире популярны были книжные магазины Овсея Нухимова, Лендермана, Аврума Пивныка, Эдуарда Зейлера. Благодаря типографиям в конце XIX ст. евреи Волыни были достаточно хорошо обеспечены учебной и другой литературой. В Житомире начали выпускать ежегодную "Памятную книгу для евреев" на русском языке, в котором содержались официальные сообщения, данные по истории, культуре, религии, статистические материалы. В начале XX в. произведения исследователей Волыни издавала типография М. Дененмана, в которой использовали электрический ток.
В Житомире родились этнограф Лев Штернберг (1861), искусствовед Аким Волынский (1863), художник Давид Штеренберг (1881), военачальник Ян Гамарник (1894), электротехник Георгий Бабат (1911), на хуторе Рады около Житомира — поэт Хаим Нахман Бялик (1873), в Бердичеве — купец Ефим Эфрусси (1793), отец Уильяма Сайдиса Борис Сайдис (1867), писатель Василий Гроссман (1905), в Норинске — цадик Менахем Нахум Тверский (1730), в Малине — актёр и режиссёр Цви Фридланд (1898), в Ивнице — физик Яков Альперт (1911).

## Языковой состав

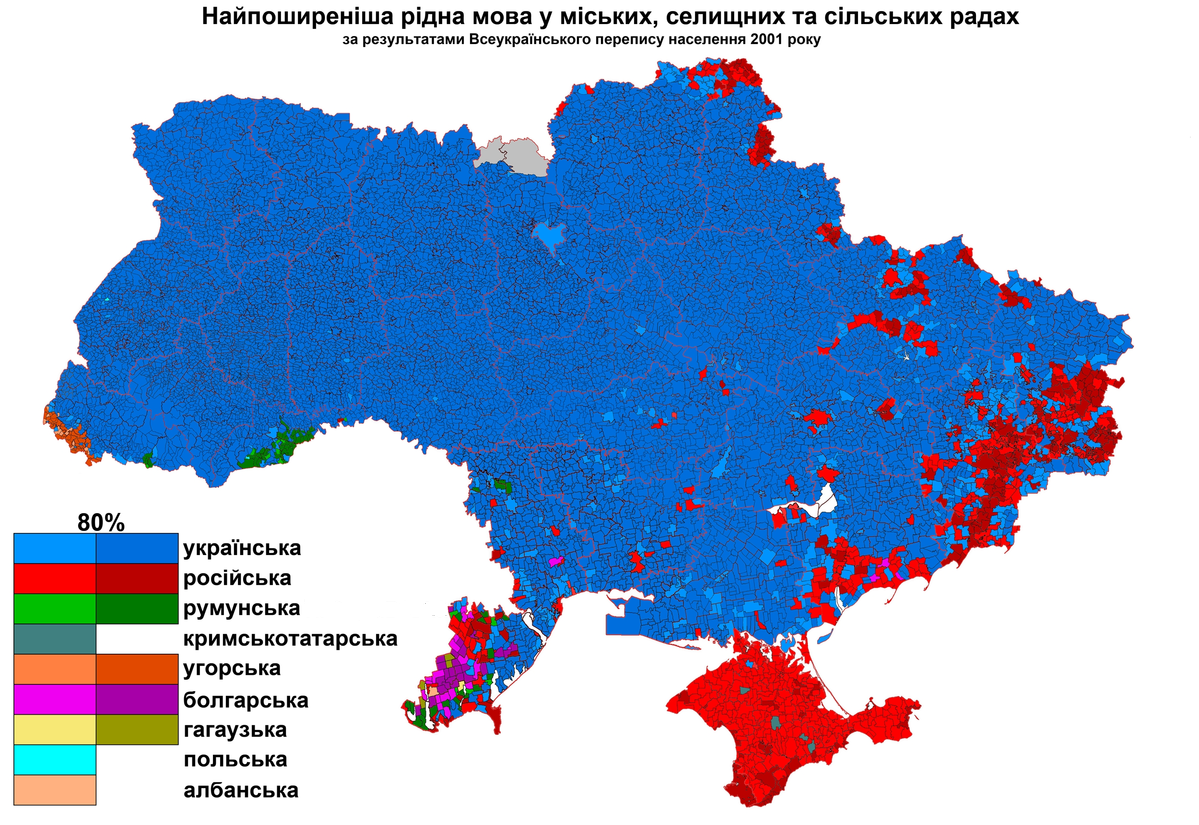
По данным переписи 2001 года более 93 % населения Житомирской области назвали украинский язык родным — он преобладает во всех городах и местных советах региона

Вследствие проводимой во времена СССР русификации Украины доля украиноязычных в населении Житомирской области между переписями 1970 и 1989 гг. постепенно уменьшалась, в то время как доля русскоязычных — возрастала. Родной язык населения Житомирской области по результатам переписей населения, %
|            | 1959 | 1970 | 1989 | 2001 |
| ---------- | ---- | ---- | ---- | ---- |
| Украинский | 83,2 | 89,6 | 87,2 | 93,0 |
| Русский    | 8,9  | 9,4  | 12,0 | 6,6  |
| Другие     | 7,9  | 1,0  | 0,8  | 0,4  |

Родной язык населения Житомирской области по данным переписи 2001 года:
|                          | Украинский | Русский |
| ------------------------ | ---------- | ------- |
| Житомирская область      | 93,0       | 6,6     |
| г. Житомир               | 83,2       | 16,3    |
| г. Бердичев              | 89,0       | 10,6    |
| г. Коростень             | 86,7       | 12,7    |
| г. Звягель               | 89,4       | 10,0    |
| Андрушёвский район       | 97,7       | 2,0     |
| Барановский район        | 98,5       | 1,3     |
| Бердичевский район       | 98,0       | 1,8     |
| Брусиловский район       | 97,0       | 2,7     |
| Хорошевский район        | 96,2       | 3,5     |
| Романовский район        | 98,1       | 1,6     |
| Емильчинский район       | 98,4       | 1,5     |
| Житомирский район        | 93,6       | 6,1     |
| Коростенский район       | 97,8       | 1,7     |
| Коростышевский район     | 94,8       | 4,9     |
| Лугинский район          | 98,3       | 1,4     |
| Любарский район          | 98,8       | 1,1     |
| Малинский район          | 96,3       | 3,2     |
| Народичский район        | 97,1       | 1,8     |
| Новоград-Волынский район | 98,5       | 1,4     |
| Овручский район          | 95,9       | 3,5     |
| Олевский район           | 98,2       | 1,3     |
| Попельнянский район      | 97,3       | 2,1     |
| Радомышльский район      | 97,2       | 2,5     |
| Ружинский район          | 98,7       | 1,1     |
| Пулинский район          | 98,3       | 1,5     |
| Черняховский район       | 98,6       | 1,3     |
| Чудновский район         | 97,8       | 2,0     |

Украинский язык является единственным официальным языком на всей территории области.
25 октября 2018 года решением Житомирского областного совета в Житомирской области был введён мораторий на публичное использование русскоязычного культурного продукта.
По данным опроса, проведённого Социологической группой «Рейтинг» с 16 ноября по 10 декабря 2018 года в рамках проекта «Портрети Регіонів», 74 % жителей Житомирской области считали, что украинский язык должен быть единственным государственным языком на всей территории Украины. 14 % считали, что украинский язык должен быть единственным государственным языком, а русский — вторым официальным в некоторых регионах страны. 9 % считали, что русский должен стать вторым государственным языком страны. 3 % затруднились с ответом.
18 ноября 2022 года решением Житомирской областной военной администрации в Житомирской области утверждена «Областная программа развития украинского языка во всех сферах общественной жизни Житомирской области на 2022—2025 годы», главной целью которой является усиление позиций украинского языка в различных сферах общественной жизни региона.
По данным исследования Центра контент-анализа, проведённого в период с 15 августа по 15 сентября 2024 года, темой которого стало соотношение украинского и русского языков в украинском сегменте социальных сетей, в Житомирской области на украинском языке писалось 84,0 % сообщений (в 2023 году — 76,1 %, в 2022 году — 73,5 %, в 2020 году — 24,6 %), на русском — 16,0 % (в 2023 году — 23,9 %, в 2022 году — 26,5 %, в 2020 году — 75,4 %).

### Образование
После провозглашения Украиной независимости в области, как и в стране в целом, происходит постепенная украинизация русифицированной в советское время системы образования. Динамика соотношения языков преподавания в учреждениях общего среднего образования в Житомирской области:
| Язык преподавания | Учебный год | Учебный год | Учебный год | Учебный год | Учебный год | Учебный год | Учебный год | Учебный год | Учебный год | Учебный год | Учебный год | Учебный год | Учебный год | Учебный год |
| Язык преподавания | 1991/92     | 1992/93     | 1993/94     | 1994/95     | 1995/96     | 2000/01     | 2005/06     | 2007/08     | 2010/11     | 2012/13     | 2015/16     | 2018/19     | 2021/22     | 2022/23     |
| ----------------- | ----------- | ----------- | ----------- | ----------- | ----------- | ----------- | ----------- | ----------- | ----------- | ----------- | ----------- | ----------- | ----------- | ----------- |
| Украинский        | 76,7 %      | 79,1 %      | 82,7 %      | 85,1 %      | 86,0 %      | 96,0 %      | 99,0 %      | 99,0 %      | 99,0 %      | 99,0 %      | 99,5 %      | 99,7 %      | 100,0 %     | 100,0 %     |
| Русский           | 23,3 %      | 20,9 %      | 17,2 %      | 14,9 %      | 14,0 %      | 4,0 %       | 1,0 %       | 1,0 %       | 1,0 %       | 1,0 %       | 0,5 %       | 0,3 %       | —           | —           |

В период с 2012/13 по 2016/17 учебный год в Житомирской области доля учеников, изучающих русский язык либо в русскоязычных классах, либо как отдельный предмет в классах с украинским языком преподавания, сократилась с 46,35 % до 33,32 %.
По данным Государственной службы статистики Украины в 2023/24 учебном году все 133 037 учащихся в учреждениях общего среднего образования в Житомирской области обучались в украиноязычных классах.
По данным Государственной службы статистики Украины в 2024/25 учебном году все 128 613 учащихся в учреждениях общего среднего образования в Житомирской области обучались в украиноязычных классах.